# Benoît Debie
Benoît Debie (Liegi, 1968) è un direttore della fotografia belga attivo sia in Europa che negli Stati Uniti.
È un frequente collaboratore del regista Gaspar Noé, per il quale si è cimentato nei tour de force tecnici di film come Irréversible (2002), Enter the Void (2009) e Climax (2018).

## Filmografia

### Cinema
- Le Bouton rouge, regia di Marc-Olivier Picron - cortometraggio (1998)
- Quand on est amoureux c'est merveilleux, regia di Fabrice du Welz - cortometraggio (1999)
- La Télévision, regia di Marc-Olivier Picron - cortometraggio (2000)
- Irréversible, regia di Gaspar Noé (2002)
- Il cartaio, regia di Dario Argento (2004)
- Calvaire, regia di Fabrice du Welz (2004)
- Innocence, regia di Lucile Hadžihalilović (2004)
- Enfermés dehors, regia di Albert Dupontel (2006)
- Day Night Day Night, regia di Julia Loktev (2006)
- Joshua, regia di George Ratliff (2007)
- Vinyan, regia di Fabrice du Welz (2008)
- New York, I Love You, episodi diretti da Shekhar Kapur e Yvan Attal (2009)
- Enter the Void, regia di Gaspar Noé (2009)
- Passage, regia di Shekhar Kapur - cortometraggio (2009)
- Carriers - Contagio letale (Carriers), regia di Àlex e David Pastor (2009)
- The Runaways, regia di Floria Sigismondi (2010)
- Viaggio in paradiso (Get the Gringo), regia di Adrian Grunberg (2012)
- Spring Breakers - Una vacanza da sballo (Spring Breakers), regia di Harmony Korine (2012)
- Lost River, regia di Ryan Gosling (2014)
- Colt 45, regia di Fabrice du Welz (2014)
- Ritorno alla vita (Every Thing Will Be Fine), regia di Wim Wenders (2015)
- Love, regia di Gaspar Noé (2015)
- I bei giorni di Aranjuez (Les Beaux Jours d'Aranjuez), regia di Wim Wenders (2016)
- Io danzerò (La Danseuse), regia di Stéphanie Di Giusto (2016)
- One More Time with Feeling, regia di Andrew Dominik - documentario (2016)
- Submergence, regia di Wim Wenders (2017)
- Climax, regia di Gaspar Noé (2018)
- I fratelli Sisters (The Sisters Brothers), regia di Jacques Audiard (2018)
- Beach Bum - Una vita in fumo (The Beach Bum), regia di Harmony Korine (2019)
- Lux æterna, regia di Gaspar Noé (2019)
- Vortex, regia di Gaspar Noé (2021)
- Seneca (Seneca – Oder: Über die Geburt von Erdbeben), regia di Robert Schwentke (2023)
- Circus Maximus, regia collettiva (2023)

### Video musicali
- Hurricane – Thirty Seconds to Mars (2010)
- Who Do We Think We Are – John Legend feat. Rick Ross (2013)
- Bitch Better Have My Money – Rihanna (2015)
- Apeshit – The Carters (2018)
- Thirst – SebastiAn (2019)

### Spot pubblicitari
- La Nuit de l'homme, per Yves Saint Laurent (2013)
- Heineken's the Chase , per Heineken (2015)
- Play, per Givenchy (2015)
- Dancing on the Moon, per Chanel Nº 5 (2020)

## Riconoscimenti
- Premi César
  - 2019 - Migliore fotografia per I fratelli Sisters
- Boston Society of Film Critics
  - 2003 - Candidatura alla migliore fotografia per Irréversible
- Independent Spirit Award
  - 2014 - Candidatura alla migliore fotografia per Spring Breakers - Una vacanza da sballo
- Sundance Film Festival
  - 2007 - Miglior fotografia per Joshua